# Physospermopsis obtusiuscula
Physospermopsis obtusiuscula là một loài thực vật có hoa trong họ Hoa tán. Loài này được (Wall. ex DC.) C. Norman miêu tả khoa học đầu tiên năm 1938.